# 泰-萨克斯病
泰-萨克斯病（英語：Tay-Sachs），也称为家族黑矇性癡呆症，由英国眼科医生华伦·泰伊（Waren Tay）和美国神经病学医生伯纳德·萨克斯（Bernard Sachs）的姓氏命名。患者细胞内的溶酶体缺少氨基己糖酯酶A，导致神经节甘脂GM2积累，影响细胞功能，造成精神性痴呆。

## 外部連結
- GeneReviews/NCBI/NIH/UW entry on hexosaminidase A deficiency, Tay–Sachs disease（页面存档备份，存于）
- NINDS Tay–Sachs Disease Information Page
- Template:NLM
- Tay–Sachs on NCBI（页面存档备份，存于）